# Muppet Treasure Island
Muppet Treasure Island (Los Muppets en la Isla del Tesoro en Hispanoamérica, y Los Teleñecos en la Isla del Tesoro en España) es una película estadounidense del año 1996. Es una comedia de aventuras musical basada en la novela La isla del tesoro (1883) de Robert Louis Stevenson. Es el quinto largometraje de Los Muppets y fue dirigida por Brian Henson.
De manera similar a la anterior cinta The Muppet Christmas Carol, los papeles clave fueron interpretados por actores humanos junto a Los Muppets. Los actores de acción en vivo fueron Tim Curry, Billy Connolly y Kevin Bishop. Kermit the Frog interpreta al capitán Abraham Smollett, el oso Fozzie encarna a Squire Trelawney, Sam, el Águila americana actúa como el Sr. Samuel Arrow y la Señorita Peggy como Benjamina Gunn. Después de su éxito como los narradores de The Muppet Christmas Carol, Gonzo y Rizzo la rata aparecieron en papeles especialmente creados como los mejores amigos de Jim. La película fue estrenada el 16 de febrero de 1996.

## Argumento
El viejo Billy Bones (Billy Connolly) cuenta la historia del pirata Flint, quien llevó a sus hombres a una isla para enterrar un valioso tesoro y solo el capitán regresó vivo a su barco, y al poco tiempo murió al intentar recuperar el botín. Jim Hawkins (Kevin Bishop), junto a sus amigos Gonzo y Rizzo, trabajan en la posada donde se hospeda el viejo Bones. Este les cuenta la existencia de un mapa que conduce al tesoro de Flint, pero les advierte tener cuidado con "el hombre que cojea". Jim sueña con ser marinero, al igual que su padre, y vivir aventuras en alta mar. Pero esa misma noche, llega a la posada un ciego que busca a Bones, y cuando lo encuentra le entrega la "Marca Negra", un aviso de sentencia de muerte pirata. Desesperado, Bones intenta abandonar el lugar, pero su salud no lo acompaña. Antes de morir, le dice a Jim que el mapa está en su baúl y que pronto parte de la tripulación de Flint vendrán a matarlo y reclamar el mapa. Bones muere en su cama y la tripulación invade la posada. Con la ayuda de la señora Bluveridge (Jennifer Saunders), Jim, Gonzo y Rizzo logran escapar.
Los tres amigos llevan el mapa con el señor Trelawney (Fozzie el oso), para que les financie una expedición hacia la isla donde se encuentra el tesoro. Junto a sus ayudantes Livesey y Beaker, consiguen el barco "Hispaniola" con su respectiva tripulación. Una vez adentro, Jim, Gonzo y Rizzo conocen a Long John Silver (Tim Curry), un amigable cocinero que le falta una pierna y tiene a la langosta Polly como su mascota. Al poco rato, arriba a la nave el capitán Abraham Smollet (Kermit the Frog), y comienza el viaje hacia la isla del tesoro. 
Pero luego de que el señor Arrow (Sam el águila) pasara lista, Smollett muestra su indignación, ya que la tripulación no le transmitía confianza. Durante el viaje, Jim entabla una amistad con Long John Silver por su pasión por el mar y las aventuras. Gonzo y Rizzo son capturados por Polly, Monty y Morgan, otros tripulantes, y tratan sin éxito de torturarlos para que revelaran en donde está el mapa. Pero son descubiertos por el señor Arrow, quien los encierra en el calabozo. Ante esta situación, el capitán Smollett le pide a Jim que le entregue el mapa para dejarlo en un lugar seguro. Al principio Jim se niega, pero finalmente accede y el mapa es guardado con llave en el escritorio del capitán. El viaje prosigue no sin antes de que toda la tripulación sufriera de "Fiebre de Cabina", debido a la falta de viento para avanzar. 
Durante el trayecto, Silver persuade al señor Arrow para que inspeccione la calidad de los botes salvavidas. El cocinero le pide su sombrero y sus llaves con la excusa de cuidarlos mientras este prueba los remos. Arrow se aleja demasiado del barco y su sombrero en la cubierta hace pensar que murió al caer por la borda. Smollett organiza un breve velorio en su memoria, mientras que Polly, Monty y Morgan usan las llaves para escapar del calabozo y con las mismas roban el mapa del tesoro. Después de eso, Jim se reúne con Gonzo y Rizzo en la bodega, y se esconden en un barril de manzanas cuando escuchan a los tres tripulantes renegados hablando con Silver, donde este revela que tiene el mapa para apoderarse del tesoro.
El barco por fin llega a la isla. Jim advierte al capitán que Silver tiene el mapa y que tuvo responsabilidad en la "muerte" del señor Arrow. Pero Smollett ordena a Silver que lleve a sus hombres a la isla. El plan del capitán es abandonarlos por unos días para que queden sin recursos y así poder apresarlos más fácilmente, puesto que eran mayoría. Pero Silver logra engañar a Jim, quien es capturado y llevado a la isla. Al caer la noche, Silver  le ofrece a Jim unirse a sus piratas y así tener una parte del tesoro, pero el joven se niega. Aun así, es obligado a ser el guía para conducirlos a la ubicación del tesoro. Smollett, Gonzo y Rizzo se embarcan hacia la isla para rescatar a Jim, dejando a Trelawney, Livesey y Beaker a cargo del barco, pero estos son hechos prisioneros por los piratas de Silver que estaban escondidos.
En la isla, Smollett, Gonzo y Rizzo son sorprendidos por unos jabalíes nativos y son llevados para ser sacrificados frente a la reina de estos. Luego de una ceremoniosa procesión, llega la reina Benjamina Gunn (Miss Piggy), quien resulta ser una antigua novia de Smollett. Mientras tanto, los piratas llegan a la ubicación del tesoro, pero al abrir los cofres descubren que están vacíos. Furiosos, intentan matar a Jim, pero Silver lo libera y le da tiempo para que escape. Jim logra liberar a Gonzo y a Rizzo y se dirigen a la costa para regresar al barco. En el camino se topan con el señor Arrow, quien finalmente comprobó la buena calidad de los botes salvavidas. Se dirigen al barco, liberan a Trelawney y a sus ayudantes, y espantan al resto de los piratas haciendo pasar al señor Arrow como un fantasma. 
En tanto, Benjamina le recrimina a Smollett por haberla abandonado cuando se iban a casar, cosa que la motivó a unirse a la tripulación de Flint y terminar en la isla con los jabalíes. Pero aparecen Silver y los piratas y le obligan a decirle donde está el tesoro. Luego de varios intentos y de aprisionar a Smollett al borde de un acantilado, Benjamina revela que ella tomó todo el tesoro y lo guardó en su cabaña. Pese a esto, ella es aprisionada junto con Smollett. Mientras ambos se reconcilian, los piratas finalmente encuentran el tesoro.  Pero cuando llegan a la costa, el barco se aproxima aceleradamente a la isla. La tripulación rescata a Smollett y a Benjamina, quienes caen del acantilado. Luego de ello, el barco encalla y se produce una batalla contra los piratas. Luego de varios combates con espadas, Silver es vencido, y este entrega su espada a Jim. Todos los piratas son encerrados en el calabozo, pero Silver aún tenía las llaves y esperó el momento para escapar.
Esa misma noche, Jim sorprende a Silver huyendo en un bote con parte del tesoro. El joven le advierte que se entregue o dará la alarma. En un momento de tensión, Silver apunta con su pistola a Jim, revelando su temor a la horca. Pero Silver recuerda su amistad con Jim y no es capaz de hacerle daño. Jim le dice que se vaya y que no quiere volver a verlo. Y Silver se aleja entre la niebla. El capitán Smollett felicita a Jim por su actuar, cuando el señor Arrow le informa que uno de los botes salvavidas no era seguro para su uso. Efectivamente, Silver se había llevado ese bote, el cual comenzó a hundirse por el peso del botín, obligando al cocinero a nadar hasta la isla. La "Hispaniola" continúa su viaje hacia el horizonte no sin antes que las ratas, quienes permanecieron en segundo plano durante el trayecto, logran recoger uno de los cofres con el tesoro que se había hundido. 